# Naricava neozelanica
Naricava neozelanica är en snäckart som beskrevs av Powell 1940. Naricava neozelanica ingår i släktet Naricava och familjen Vanikoridae. Inga underarter finns listade i Catalogue of Life.